# Alaköl (saltsjö i Kazakstan, lat 44,88, long 74,17)
Alaköl är en saltsjö i Kazakstan. Den ligger i den sydöstra delen av landet, 700 km söder om huvudstaden Astana. Arean är 5,9 kvadratkilometer.